# Kostel svatého Vavřince (Ovesné Kladruby)
Kostel svatého Vavřince je římskokatolický filiální (dříve farní) kostel v obci Ovesné Kladruby v okrese Cheb v Karlovarském kraji. Je od roku 1963 kulturní památkou. Od roku 2000 je kulturní památkou i objekt bývalé fary s hospodářskými budovami.

## Historie
Postaven byl v letech 1747 až 1748 v barokním slohu na místě starší stavby pocházející snad z počátku 12. století. O něm je první písemná zmínka ve farní knize z roku 1363, kdy je kostel připomínán jako farní. Požárem byl zcela zničen 25. dubna 1611. Roku 1611 pověřil opat Andreas Edersbach italského stavitele Counseje výstavbou nového kostela. Při stavbě mu pomáhal tesařský mistr Weininger z Horního Slavkova. V roce 1746 byl však již kostel v desolátním stavu a byl zbořen. Nový kostel nechal postavit Jeroným Ambrož, opat premonstrátského kláštera v Teplé. Stavba do současné podoby probíhala v letech 1747–1748. V roce 1830 byla postavena jednopatrová budova fary. Stavitelem byl Antonín Thurnerz Kláštera Teplá. V roce 1939 měla farnost Ovesné Kladruby spolu se Závišínem, Zádubem a Mihostovem 1 890 farníků. Zdejší farnost zanikla v roce 2005 sloučením s tepelskou farností.
I přes svůj špatný stav je kostel pravidelně využíván k bohoslužbám, které se k roku 2020 konají jednou měsíčně, a to druhou neděli v měsíci.

## Stavební podoba
Jednolodní orientovaný kostel je barokní stavba obdélného půdorysu. Prvním dílem stavby je loď o půdorysu 20 x 16 metrů. Druhý díl tvoří presbytář o půdorysu 10 x 10 metrů. Třetím dílem je sakristie 6 x 6 metrů. K presbytáři je přistavěna hranolová věž s jehlancovou, u štítů zalomenou střechou.
Kostel nemá hlavní oltářní obraz, nahrazuje jej vymalovaná freska na stěně po vzoru jezuitských oltářů. Je na ní zobrazen výjev Umučení svatého Vavřince. Autorem figurálně bohatého obrazu je W. Schmid z Plané. Nad ním je vyobrazen znak kláštera Teplá s monogramem H.F.A.A.T. (opata Jeronýma Franze Ambrože) a letopočet 1747. Nástropní freska Glorifikace svatého Vavřince na nebesích a obrazy čtyř církevních učitelů je roku 1748, autorem je rovněž W. Schmid. Po stranách oltáře jsou dvě sochy v nadživotní velikosti. Tou první je na evangelní straně socha svatého Petra, na epištolní straně socha svatého Ondřeje. Predela a tabernákl z roku 1748 jsou díla Tomáše Pistla z Teplé. Postranní oltář na evangelní straně má ve vitríně sochu Krista u mučednického kůlu. Bohatě zdobený barokní rám má v atice svatou Kateřinu s kolem. Na epištolní straně je postranní oltář Panny Marie na trůnu a v atice je svatý Florián. Oba oltáře jsou dílem Tomáše Pistla z Teplé. Malování a štafírování provedl malíř Leonhard Bayerle ze Sítin až roku 1787. Další postranní oltář Nejsvětějšího Srdce Ježíšova je nový, pochází z roku 1930. Křtitelnice má opět monogram H.F.A.A.T. z poloviny 18. století. Na zdobené dřevěné poklici bývala soška svatého Jana Křtitele. Varhany z roku 1849 jsou dílem Antona Gartnera z Tachova, jejich renovaci provedl roku 1890 Gottlieb Füssl z Teplé.